# César Galindo (director)
César Galindo Galarza (Puquio, Ayacucho, 1960) es un arquitecto, guionista y director de cine peruano. 

## Biografía
Nació en la ciudad ayacuchana de Puquio. Creció entre Cuzco y Lima, en esta última ciudad se formó como arquitecto. Años después, en París y Estocolmo desarrolló su camino como cineasta, explorando primero el lenguaje documental para luego entrar a la ficción, siempre con temas relacionados al mundo andino.
Durante su estancia en París, Galindo estudió cine y, posteriormente, se desempeñó como sonidista. Allí conoció a personajes como Gabriel García Márquez o Fernando Botero. Además, trabajó en el rodaje de la película  La Truite (1982) del director Joseph Losey. La participación en esta producción contribuyó a su formación como cineasta.

## Producción cinematográfica
Galindo ha realizado una decena de cortometrajes experimentales en Suecia, donde radica desde fines de 1980. En distintas entrevistas, Galindo ha expresado su intención de reivindicar el idioma y la cultura quechua a través de sus producciones.
En 2015, su segundo largometraje, la película Willaq Pirka, el cine de mi pueblo, fue beneficiaria de los estímulos económicos del Ministerio de Cultura del Perú, en la competencia de proyectos de largometraje de ficción en lenguas originarias. Posteriormente se inició el rodaje, que duró 5 meses en Maras y Moray, Cusco.
La película se estrenó en la 26.ª edición del Festival de Cine de Lima en agosto de 2022, donde obtuvo tres premios: el Premio del Público, el Premio de la sección Hecho en el Perú y el Premio del Ministerio de Cultura a la Mejor Película Peruana. Se estrenó comercialmente el 8 de diciembre de 2022 en los cines peruanos recibiendo críticas positivas y extendiendo así su presencia en los cines hasta la segunda semana de febrero de 2023 con más de 65.000 espectadores.
El 9 de agosto de 2024, Galindo estrenó su tercer largometraje, Killapa Wawan, en la 28.ª edición del Festival de Cine de Lima.

## Filmografía
| N.º | Título original | Año  | Productora      | Estudio         | Rol                  |
| --- | --------------- | ---- | --------------- | --------------- | -------------------- |
| 1   | Gringa          | 2010 | Casablanca Cine | Casablanca Cine | Guionista y Director |
| 2   | Willaq Pirqa    | 2022 | Casablanca Cine | V&R Films       | Guionista y Director |
| 2   | Killapa Wawan   | 2024 | Casablanca Cine | V&R Films       | Guionista y Director |

## Documentales y cortometrajes
- Living Sand, documental sobre el barrio Villa El Salvador en Lima.
- Cinco minutos por los muertos de América, cortometraje que presenta tomas de un cementerio.
- Cholo soy, cortometraje inspirado en la canción homónima de Luis Abanto Morales.
- Stockholmstango, largo filmado en Estocolmo, ciudad donde se mezclan distintas culturas.[2]